# Santana III
| 전문가 평가                   | 전문가 평가 |
| 평가 점수                     | 평가 점수   |
| 출처                          | 점수        |
| ----------------------------- | ----------- |
| AllMusic                      | [ 1 ]       |
| Christgau's Record Guide      | B           |
| Rolling Stone                 | (favorable) |
| The Rolling Stone Album Guide | [ 4 ]       |
| The Daily Vault               | B+          |
| Encyclopedia of Popular Music | [ 6 ]       |

《Santana III》는 미국의 라틴 록 밴드 산타나의 세 번째 스튜디오 음반이다. 이 음반은 음반 커버 이미지 이후 《Man with an Outstretched Hand》로도 알려져 있다. 이 음반은 2016년 《Santana IV》와 재회할 때까지 우드스톡 페스티벌 시대의 라인업에 의한 세 번째이자 마지막 음반이었다. 또한 후속 발매가 좀 더 실험적인 재즈 퓨전과 라틴 음악을 목표로 했기 때문에 많은 사람들에 의해 상업적으로 그리고 음악적으로 밴드의 정점으로 간주되었다.

## 배경
이 음반에는 미국에서 차트화된 두 개의 싱글이 수록되어 있다. 1971년 10월, 〈Everybody's Everything〉은 12위로 정점을 찍은 반면, 윌리 보보의 부갈루 표준 〈Spanish Grease〉를 크레딧되지 않은 각색한 〈No One to Depend On〉은 FM 라디오에서 상당한 방송을 받았고 1972년 3월 36위로 정점을 찍었다. 이 음반은 또한 17살의 기타리스트 닐 숀 (두 싱글에서 모두 주목할 만한 솔로를 연주했다)이 그룹에 추가된 것이다.
오리지널 음반은 샌프란시스코의 컬럼비아 스튜디오에서 녹음되었고 스테레오와 쿼드러포닉으로 발매되었다.
《Santana III》는 1999년 《Supernatural》이 나올 때까지 차트에서 1위를 한 마지막 산타나 음반이기도 하다. 2005년판 《기네스 세계 기록》은 폴 매카트니가 17번째 솔로 스튜디오 음반인 《Egypt Station》이 2018년 빌보드 200 차트에서 1위를 차지한 이래 보유 중인 음반으로 1982년 《Tug of War》 이후 처음으로 1위를 차지했다. 오리지널 음반은 1998년 라이브 버전의 〈Batuka〉, 〈Jungle Strut〉, 1971년 필모어 웨스트에서 녹음된 이전 미공개 곡인 〈Gumbo〉는 산타나와 숀의 리드 기타 솔로곡이다.

## 곡 목록
| #  | 제목                     | 작사·작곡                                                               | 재생 시간 |
| -- | ------------------------ | ----------------------------------------------------------------------- | --------- |
| 1. | 〈Batuka〉 (기악)        | 호세 아라스, 데이비드 브라운, 마이클 카라벨로, 그렉 롤리, 마이클 슈리브 | 3:35      |
| 2. | 〈No One to Depend On〉  | 카라벨로, 롤리, 코크 에스코베도                                         | 5:31      |
| 3. | 〈Taboo〉                | 아라스, 롤리                                                            | 5:34      |
| 4. | 〈Toussaint L'Overture〉 | 아라스, D. 브라운, 카라벨로, 롤리, 슈리브, 카를로스 산타나              | 5:56      |

| #  | 제목                            | 작사·작곡                        | 재생 시간 |
| -- | ------------------------------- | -------------------------------- | --------- |
| 5. | 〈Everybody's Everything〉      | 산타나, 밀턴 브라운, 타이론 모스 | 3:31      |
| 6. | 〈Guajira〉                     | 아라스, D. 브라운, 리코 레예스   | 5:43      |
| 7. | 〈Jungle Strut〉 (기악)         | 진 애먼스                        | 5:20      |
| 8. | 〈Everything's Coming Our Way〉 | 산타나                           | 3:15      |
| 9. | 〈Para los Rumberos〉           | 티토 푸엔테                      | 2:47      |